# 藤岡みなみ&ザ・モローンズ
藤岡みなみ&ザ・モローンズ（ふじおかみなみアンドザモローンズ）は、2013年に結成された日本の音楽ユニット。

## 概要
タレントとして活動する藤岡みなみが、以前に在籍していたPANDA 1/2でライブサポートを務めていたこともあり親交のあったバンドザ・モローンズと組む形で結成。キャッチコピーは「中央線に乗ってきみの街へ! 藤岡みなみ&ザ・モローンズ参上! 日本のインド高円寺から、ちょっとおちゃめな3人組がデビュウ!」。

## メンバー
- 藤岡みなみ（ボーカル担当）

タレント・女優でもある。全ての楽曲の作詞も行っている。
- ヒロヒロヤ（色んな楽器＆漫画家担当）

ザ・モローンズのリーダー。漫画家としても活動している。
- ネロ（エレキギター＆ロックンロール担当）

ザ・モローンズのメンバー。オレンジズというバンドでも活動している。

## 来歴
- 2013年
  - 2月21日、結成[1]。
  - 4月30日、SHIBUYA O-nestにて開催された「SHIBUYA GOLDEN GIRL」にて初ライブ[2]。バンド初ライブとなり、競演は南波志帆、転校生、AZUMA HITOMI、水曜日のカンパネラ[3]。
- 2014年
  - 1月17日、新宿LOFTにて開催された「バニラビーンズ 5周年記念対バン企画『風は吹くのか！？Vol.6』」に出演[4]。バニラビーンズとの対バン[5]。バンドにとっては初となるツーマンライブとなった[6]。
  - 3月29日、SHIBUYA O-nestにて開催された「みなみのタルト」に出演[7]。タルトタタンとのツーマン。
- 2015年
  - 3月18日、1st ミニアルバム『はじき』リリース[8]。
  - 3月21日、初のワンマンライブ『モローンズの諸々！～札幌初上陸＆史上初ワンマン～』を、北海道 Spiritual Loungeにて開催。
  - 4月5日、東京発ワンマンライブ『モローンズの諸々！～お待たせ！リリースパーティin東京～』を、下北沢GARAGEにて開催。
  - 5月22日、関西初ワンマンライブ『3人ぼっちワンマンごはん』を、大阪・梅田ムジカジャポニカにて開催[9]。
  - 7月29日、2nd ミニアルバム『S.N.S』リリース[10]。
  - 8月24日、2nd ミニアルバムリリースに伴うワンマンライブ『2015年・予感』を東京 TSUTAYA O-WEST にて開催[11]。
  - 10月21日、映画「BACK TO THE FUTURE PART2」で主人公マーティとドクが1985年からタイムトリップしてきた“未来の日”にちなんだ新曲「デロリアンで待ってて」をYouTubeにて公開。楽曲は翌年4月20日発売の3rdミニアルバム『まるで、』に収録される[12]。
- 2016年
  - 4月20日、3rd ミニアルバム『まるで、』リリース[13]。さらに同日発売として、初となるライブ映像作品『予感』リリース[14]。
  - 4月22日、札幌で2度目のワンマンライブ『NORTH SOUTH』を、北海道 札幌KRAPS HALLにて開催[15]。
  - 6月14日、東京で3度目のワンマンライブ『2016年、確信』を渋谷CLUB QUATTROにて開催[16]。

## 作品

### ミニ・アルバム
| 年  | 情報                                                                               | 収録内容 | 最高順位 |
| --- | ---------------------------------------------------------------------------------- | --- | -------- |
| 1st | はじき - 発売日:2015年3月18日 - レーベル: Chuo Line Record (MRNS-001) - 規格:CD    | 1. おねがい徒歩圏内 MV 2. 同じマンション～下校時刻の恋人～ 3. 色々 MV 4. どうすりゃいいぜ MV 5. スリーコードの大冒険 | 106位    |
| 2nd | S.N.S - 発売日:2015年7月29日 - レーベル: Chuo Line Records (MRNS-002) - 規格:CD    | 1. ウインク・キラー MV 2. それでそれで？ MV 3. ド忘れ in the night MV 4. 10万年 5. 世界の名前 MV                     | 100位    |
| 3rd | まるで、 - 発売日:2016年4月20日 - レーベル: Chuo Line Records (MRNS-003) - 規格:CD | 1. 脱水少女 MV(2016)MV(2013) 2. キャノットレコード 3. 休前日 is the best 4. end roll 5. デロリアンで待ってて         | 85位     |

### 映像作品
| 年  | 情報                                                                            | 収録内容 | 最高順位 |
| --- | ------------------------------------------------------------------------------- | --- | -------- |
| 1st | 予感 - 発売日:2016年4月20日 - レーベル: Chuo Line Record (MRNS-1001) - 規格:DVD | 1. ウインクキラー 2. スリーコードの大冒険 3. おねがい徒歩圏内 4. 10万年 5. 同じマンション～下校時刻の恋人～ 6. 色々 7. もしかして: 8. それでそれで? 9. ド忘れ in the night 10. end roll 11. どうすりゃいいぜ 12. 脱水少女 13. 世界の名前 | 85位     |